# 대한국학기공협회
대한국학기공협회(大韓國學氣功協會, Korea Kookhakkigong Association, KKA)은 대한민국의 국학기공 종목 행정을 총괄하는 스포츠 행정 기구이다.  1999년 11월에 '전국단학기공체조연합회'라는 이름으로 설립된 후, 2001년 3월에 '전국단학기공연합회'로 명칭을 변경했다. 2007년 2월 27일에 '전국국학기공연합회'로 명칭을 변경했고, 대한체육회와 국민생활체육회가 통합되어 2016년 3월 12일에 창립 총회를 열어 '대한국학기공협회'로 명칭을 변경했다.

## 참고 문헌
- “대한체육회 회원종목단체 경영공시”. 대한체육회.

## 같이 보기
- 국학기공